# Ethmia baronella
Ethmia baronella is een vlinder uit de familie grasmineermotten (Elachistidae). De wetenschappelijke naam van deze soort is voor het eerst geldig gepubliceerd in 1976 door Viette.
De soort komt voor in tropisch Afrika.